# Pobjeda (Podgorica)
Pobjeda je crnogorski dnevni list.

## Povijest
Prvo broj Pobjede tiskan je 24. listopada 1944. u tek oslobođenom Nikšiću kao glasilo Narodno-oslobodilačkog fronta Crne Gore i Boke. 
Ime lista Pobjeda predložio je Blažo Jovanović, kasnije dugogodišnji crnogorski državnik. 
U prvoj redakciji, Pobjede, bili su: glavni urednik Puniša Perović; zamjenik glavnog urednika Branko Drašković; i urednici: Jovan Vukmanović, Mirko Banjević, Erih Koš, Leko Obradović, Radovan Đuranović. Njima su se ubrzo pridružili i književnici Mihailo Lalić i Mihailo Ražnatović, Aleksandar Ivanović i Vito Nikolić.
Sjedište Pobjede će se ubrzo preseliti na Cetinje a kasnije u Titograd (suvremena Podgorica). Pobjeda tek od kraja 1970-ih izlazi kao dnevni list.
Sve do 1997. Pobjeda je bila jedini crnogorski dnevni list.
Pobjeda je sada definirana kao "javni servis" a kao osnivač lista upisana je Skupština Crne Gore.
Ima suvremenu poslovnu zgradu i tiskaru a također se bavi nakladnom djelatnošću.

## Vanjske poveznice
- Službene stranice Pobjede  Arhivirana inačica izvorne stranice od 1. svibnja 2010. (Wayback Machine)